# Abu Zubaydah
Abū Zubaydah (n. 12 de marzo de 1971 como Zayn al-A]) es un ciudadano palestino nacido en Arabia Saudí, que actualmente se encuentra en custodia estadounidense sin cargos, en la Base Militar Norteamericana que incluye al campo de detención de Guantánamo, en Cuba, uno de los centros clandestinos de detención de la CIA en el marco de la guerra contra el terrorismo. A menudo, el nombre de Zubaydah es transliterado como Abu Zubaidah, Abu Zubeida o Abu Zoubeida. Su nombre de nacimiento es Zein al-Abideen Mohamed Hussein (en árabe: زين العابدين محمد حسين).
Abu Zubaydah, arrestado en Pakistán en marzo de 2002, ha estado en custodia de las autoridades estadounidenses por más de 17 años, cuatro y medio de los cuales los pasó incomunicado aislado en centros no revelados. Fue objeto de la técnica de tortura denominada "submarino" y presuntamente ha sido objeto de numerosas técnicas de interrogación. Estas técnicas, incluyeron desnudez forzada, privación de sueño, aislamiento en pequeñas cajas oscuras, privación de alimentos sólidos, temperaturas frías, posiciones de estrés y asaltos físicos. Se cree que algunos de los videos de sus interrogatorios se encuentran entre los destruidos por la CIA en 2005.
Abu Zubaydah fue transferido a Guantánamo en septiembre de 2006, donde él y otros ex detenidos de la CIA han sido recluidos en el Campo 7, donde las condiciones son de gran aislamiento. Nunca fueron presentados cargos en su contra, a pesar de haber sido acusado por años por las autoridades estadounidenses.

## Primeros años
Nacido en Arabia Saudita, Abu Zubaydah se trasladó a Cisjordania siendo adolescente donde se unió a las demostraciones palestinas contra Israel.
Abu Zubaydah habría estudiado Ciencias de la computación en Pune, India, antes de su viaje a Afganistán y Pakistán en 1991.
Abu Zubaydah se mudó a Afganistán en 1991 para pelear junto a los muyahidín en la Guerra civil afgana. En 1992, Abu Zubaydah fue herido por la explosión de un mortero que le dejó metralla en la cabeza y le causó una severa pérdida de memoria, así como la pérdida de su habilidad de hablar por más de un año.